# ローレン・フェニックス
ローレン・フェニックス（Lauren Phoenix、1979年5月13日 - ）は、カナダのポルノ女優。オンタリオ州トロント出身。

## 経歴
2004年AVN最優秀新人賞にノミネートされ、XRCO賞の若手女優賞も受賞、2006年にはXRCO賞の年間最優秀女性パフォーマー賞にも選ばれている。